# Chodov (Karlovy Vary-i járás)
Chodov település Csehországban, a Karlovy Vary-i járásban. Chodov Otročín, Krásné Údolí, Bečov nad Teplou és Útvina településekkel határos. Lakosainak száma 124 fő (2024. január 1.).

## Népesség
A település lakosságának változását az alábbi diagram mutatja:
| Lakosok száma | 682  | 630  | 527  | 280  | 124  | 105  | 115  | 114  | 104  | 124  |
|               | 1869 | 1900 | 1921 | 1961 | 1980 | 2011 | 2016 | 2019 | 2021 | 2024 |